# Megaderus bifasciatus
Megaderus bifasciatus là một loài bọ cánh cứng trong họ Cerambycidae.